# III liga polska w piłce nożnej, grupa kujawsko-pomorsko-wielkopolska (2013/2014)
III liga, grupa kujawsko-pomorsko-wielkopolska, sezon 2013/2014 – 6. edycja rozgrywek czwartego poziomu ligowego piłki nożnej mężczyzn w Polsce po reorganizacji lig w 2008 roku. Brało w niej udział 18 drużyn z województwa kujawsko-pomorskiego i województwa wielkopolskiego. Walczyły one o miejsce w barażach do II ligi. Ostatnie zespoły spadły odpowiednio do grup: kujawsko-pomorskiej, wielkopolskiej północnej i wielkopolskiej południowej IV ligi. Opiekunem ligi był Wielkopolski Związek Piłki Nożnej.
Sezon ligowy rozpoczął się w 3 sierpnia 2013 roku, a ostatnie mecze rozegrane zostały 8 czerwca 2014 roku.

## Zasady rozgrywek
Zmagania w lidze toczą się systemem kołowym w dwóch rundach – jesiennej i wiosennej. Każda z drużyn rozgrywa z pozostałymi po 2 mecze. Zwycięzca otrzymuje możliwość gry w barażach o II ligę.
Do ligi awansuje mistrz i wicemistrz IV ligi z grupy kujawsko-pomorskiej oraz mistrzowie IV ligi z grupy: wielkopolska północna oraz wielkopolska południowa. Drużyny, które po zakończeniu rozgrywek zajmą w tabeli odpowiednio 14, 15, 16, 17 i 18 miejsce, spadają do właściwej terytorialnie IV ligi i będą w kolejnym sezonie występować w IV lidze. Liczba drużyn spadających z III ligi ulega zwiększeniu o liczbę drużyn, które spadną z II ligi zgodnie z przynależnością terytorialną do Wielkopolskiego lub Kujawsko-Pomorskiego ZPN.
Drużyna, które zrezygnuje z uczestnictwa w rozgrywkach, degradowana jest o 2 klasy rozgrywkowe i przenoszona na ostatnie miejsce w tabeli (jeśli rozegrała przynajmniej 50% spotkań sezonu; wtedy mecze nierozegrane weryfikowane są jako walkowery 0:3 na niekorzyść drużyny wycofanej) lub jej wyniki zostają anulowane. Z rozgrywek eliminowana – i również degradowana o 2 klasy rozgrywkowe – jest drużyna, która nie rozegra z własnej winy 3 spotkań sezonu.
Kolejność w tabeli ustala się według liczby zdobytych punktów. W przypadku uzyskania równej liczby punktów przez dwie drużyny, o zajętym miejscu decydują:
a) liczba zdobytych punktów w spotkaniach bezpośrednich,
b) korzystniejsza różnica między zdobytymi i utraconymi bramkami w spotkaniach bezpośrednich,
c) przy uwzględnieniu reguły UEFA, że bramki strzelone na wyjeździe liczone są podwójnie, korzystniejsza różnica między zdobytymi i utraconymi bramkami w spotkaniach bezpośrednich,
d) korzystniejsza różnica bramek we wszystkich spotkaniach z całego cyklu rozgrywek,
e) większa liczba bramek zdobytych we wszystkich spotkaniach z całego cyklu.
W przypadku, gdy dwoma zespołami o jednakowej liczbie punktów są zespoły, których kolejność decyduje o awansie lub spadku, stosuje się wyłącznie zasady określone w punktach a, b i c, a jeżeli one nie rozstrzygną kolejności, zarządza się spotkanie barażowe na neutralnym boisku, wyznaczonym przez Wydział Gier PZPN.
Przy więcej niż dwóch zespołach przeprowadza się dodatkową punktację pomocniczą spotkań wyłącznie między zainteresowanymi drużynami, kierując się kolejno zasadami podanymi punktach a, b, c, d oraz e.
W grupie występowało 18 zespołów, które walczyły o miejsce premiowane możliwością gry w barażu o II ligę. Ostatnie zespoły spadły odpowiednio do grupy wielkopolskiej północnej i wielkopolskiej południowej oraz kujawsko-pomorskiej IV ligi.
| Uczestnicy poprzedniej edycji | Uczestnicy poprzedniej edycji | Uczestnicy poprzedniej edycji | Uczestnicy poprzedniej edycji |
| ----------------------------- | ----------------------------- | ----------------------------- | ----------------------------- |
| KLE                           | Sokół Kleczew                 | 2                             |                               |
| WDA                           | Wda Świecie                   | 3                             |                               |
| NLB                           | Nielba Wągrowiec              | 4                             |                               |
| CUI                           | Cuiavia Inowrocław            | 5                             |                               |
| ŚRW                           | Polonia Środa Wielkopolska    | 6                             |                               |
| UNS                           | Unia Swarzędz                 | 7                             |                               |
| DOP                           | GKS Dopiewo                   | 8                             |                               |
| NPA                           | Notecianka Pakość             | 9                             |                               |
| USK                           | Unia Solec Kujawski           | 10                            |                               |
| PGM                           | Pogoń Mogilno                 | 11                            |                               |
| PLE                           | Polonia 1912 Leszno           | 12                            |                               |
| LUB                           | Fogo Luboń                    | 131                           |                               |

| Spadek z II ligi 2012/2013    | Spadek z II ligi 2012/2013 | Spadek z II ligi 2012/2013 | Spadek z II ligi 2012/2013 |
| ----------------------------- | -------------------------- | -------------------------- | -------------------------- |
| grupa zachodnia               |                            |                            |                            |
| ELA                           | Elana Toruń                | 17                         |                            |
| Awans z IV ligi 2012/2013     |                            |                            |                            |
| kujawsko-pomorska             |                            |                            |                            |
| WŁK                           | Włocłavia Włocławek        | 1                          |                            |
| STW                           | Start Warlubie             | 2                          |                            |
| grupa wielkopolska południowa |                            |                            |                            |
| COW                           | Centra Ostrów Wielkopolski | 1                          |                            |
| grupa wielkopolska północna   |                            |                            |                            |
| GRP                           | Grom Plewiska              | 1                          |                            |

| Uczestnicy dołączeni do ligi | Uczestnicy dołączeni do ligi | Uczestnicy dołączeni do ligi | Uczestnicy dołączeni do ligi |
| ---------------------------- | ---------------------------- | ---------------------------- | ---------------------------- |
| LP2                          | Lech II Poznań               | PZPN²                        |                              |

Objaśnienia:
1. Drużyna zastąpiła wycofany z rozgrywek zespół Tura Turek.
2. Zgodnie z uchwałą PZPN o rozwiązaniu Młodej Ekstraklasy, rezerwy drużyn grających w najwyższej klasie rozgrywkowej mają wrócić do lig, w których grały przed jej utworzeniem[4].

## Tabela
| Lp. | Drużyna                    | M  | Z  | R | P  | Bramki | Bramki | Różn. | Pkt | Uwagi | Bezpośrednio |
| --- | -------------------------- | -- | -- | - | -- | ------ | ------ | ----- | --- | ----- | ------------ |
| 1   | Sokół Kleczew              | 34 | 22 | 7 | 5  | 75     | 33     | +42   | 73  |       |              |
| 2   | Start Warlubie             | 34 | 20 | 4 | 10 | 81     | 42     | +39   | 64  |       |              |
| 3   | Unia Solec Kujawski        | 34 | 18 | 7 | 9  | 58     | 30     | +28   | 61  |       |              |
| 4   | Wda Świecie                | 34 | 18 | 7 | 9  | 60     | 42     | +18   | 61  |       |              |
| 5   | Lech II Poznań             | 34 | 19 | 3 | 12 | 70     | 51     | +19   | 60  |       |              |
| 6   | Polonia Środa Wielkopolska | 34 | 17 | 5 | 12 | 60     | 39     | +21   | 56  |       |              |
| 7   | Włocłavia Włocławek        | 34 | 16 | 7 | 11 | 51     | 42     | +9    | 55  |       |              |
| 8   | Nielba Wągrowiec           | 34 | 15 | 9 | 10 | 58     | 41     | +17   | 54  |       |              |
| 9   | Centra Ostrów Wielkopolski | 34 | 15 | 6 | 13 | 53     | 51     | +2    | 51  |       |              |
| 10  | Unia Swarzędz              | 34 | 15 | 5 | 14 | 58     | 44     | +14   | 50  |       |              |
| 11  | Pogoń Mogilno              | 34 | 15 | 4 | 15 | 57     | 57     | 0     | 49  |       |              |
| 12  | Polonia 1912 Leszno        | 34 | 14 | 6 | 14 | 48     | 45     | +3    | 48  |       |              |
| 13  | Elana Toruń                | 34 | 14 | 5 | 15 | 42     | 48     | −6    | 47  |       |              |
| 14  | Grom Plewiska              | 34 | 13 | 4 | 17 | 51     | 64     | −13   | 43  |       |              |
| 15  | Cuiavia Inowrocław         | 34 | 9  | 2 | 23 | 39     | 88     | −49   | 29  |       |              |
| 16  | GKS Dopiewo                | 34 | 7  | 6 | 21 | 39     | 68     | −29   | 27  |       |              |
| 17  | Notecianka Pakość          | 34 | 6  | 4 | 24 | 32     | 94     | −62   | 22  |       |              |
| 18  | Fogo Luboń1                | 34 | 5  | 5 | 24 | 28     | 81     | −53   | 20  |       |              |

## Wyniki
| Gospodarz \ Gość           | COW | CUI | ELA   | LUB   | DOP | GRP   | LP2 | NLB | NPA   | PGM   | PLE   | ŚRW   | KLE   | STW   | USK   | UNS | WDA | WŁK |
| Centra Ostrów Wielkopolski |     | 0:0 | 1:0   | 3:0wo | 3:3 | 3:0   | 4:0 | 0:3 | 5:2   | 3:1   | 2:1   | 1:0   | 2:1   | 2:0   | 0:3   | 2:1 | 1:1 | 2:4 |
| Cuiavia Inowrocław         | 0:3 |     | 1:4   | 3:0wo | 2:5 | 2:4   | 2:0 | 2:7 | 0:1   | 1:6   | 3:1   | 1:4   | 0:0   | 1:3   | 1:3   | 0:3 | 3:2 | 2:1 |
| Elana Toruń                | 1:0 | 3:1 |       | 3:0wo | 2:0 | 1:0   | 0:3 | 0:0 | 3:0   | 1:3   | 2:0   | 0:2   | 0:3   | 2:0   | 0:1   | 2:1 | 0:1 | 0:3 |
| Fogo Luboń                 | 2:3 | 1:2 | 2:2   |       | 0:0 | 0:3wo | 2:3 | 4:2 | 0:3wo | 0:3wo | 0:3wo | 0:3wo | 0:3wo | 0:3wo | 0:3wo | 1:1 | 0:1 | 0:0 |
| GKS Dopiewo                | 2:1 | 0:2 | 0:1   | 1:0   |     | 3:2   | 2:3 | 1:3 | 3:0   | 0:1   | 1:1   | 0:3   | 0:6   | 2:3   | 2:4   | 0:1 | 2:4 | 1:0 |
| Grom Plewiska              | 5:1 | 0:1 | 3:0   | 2:0   | 3:2 |       | 1:1 | 2:3 | 3:0   | 3:4   | 1:6   | 1:0   | 2:0   | 0:4   | 0:3   | 0:0 | 1:3 | 0:2 |
| Lech II Poznań             | 4:0 | 8:1 | 0:1   | 4:1   | 2:2 | 1:1   |     | 5:2 | 1:0   | 3:0   | 3:1   | 4:3   | 0:1   | 1:0   | 0:1   | 1:0 | 5:2 | 2:1 |
| Nielba Wągrowiec           | 2:0 | 2:1 | 2:0   | 3:0wo | 3:0 | 1:4   | 1:0 |     | 3:2   | 2:1   | 1:2   | 1:2   | 1:1   | 0:0   | 0:0   | 1:2 | 1:1 | 0:2 |
| Notecianka Pakość          | 1:4 | 2:1 | 0:3wo | 2:2   | 1:1 | 1:3   | 2:3 | 1:5 |       | 2:1   | 2:4   | 1:5   | 0:6   | 0:3   | 1:0   | 1:1 | 0:4 | 2:5 |
| Pogoń Mogilno              | 2:1 | 1:0 | 1:1   | 1:4   | 4:0 | 2:0   | 3:0 | 0:5 | 3:1   |       | 2:0   | 0:1   | 0:2   | 3:1   | 2:2   | 1:5 | 2:4 | 2:0 |
| Polonia 1912 Leszno        | 1:0 | 2:0 | 2:1   | 1:2   | 1:1 | 2:1   | 1:2 | 0:0 | 3:0   | 1:0   |       | 0:1   | 0:1   | 1:1   | 3:2   | 1:0 | 3:0 | 4:1 |
| Polonia Środa Wielkopolska | 1:1 | 1:0 | 1:0   | 2:1   | 2:0 | 1:2   | 2:0 | 2:2 | 1:1   | 5:1   | 4:1   |       | 2:3   | 2:2   | 3:0   | 1:1 | 0:1 | 1:2 |
| Sokół Kleczew              | 1:2 | 3:1 | 2:2   | 3:1   | 2:1 | 2:3   | 1:0 | 3:0 | 2:1   | 1:2   | 2:0   | 4:2   |       | 3:3   | 2:0   | 1:0 | 0:0 | 3:1 |
| Start Warlubie             | 3:2 | 7:0 | 5:0   | 2:3   | 0:2 | 5:0   | 3:2 | 1:0 | 7:0   | 3:2   | 3:1   | 4:1   | 1:3   |       | 1:0   | 5:2 | 2:1 | 4:0 |
| Unia Solec Kujawski        | 0:0 | 2:0 | 3:0   | 7:0   | 1:0 | 2:1   | 4:2 | 0:0 | 1:2   | 1:1   | 3:0   | 2:0   | 2:2   | 3:0   |       | 1:3 | 0:1 | 1:1 |
| Unia Swarzędz              | 2:0 | 4:5 | 2:2   | 1:2   | 1:0 | 4:0   | 0:2 | 2:1 | 5:0   | 1:0   | 3:1   | 1:0   | 1:3   | 0:2   | 1:2   |     | 3:0 | 2:0 |
| Wda Świecie                | 1:1 | 3:0 | 5:2   | 2:0   | 3:2 | 4:0   | 5:2 | 0:0 | 2:0   | 2:1   | 0:0   | 0:2   | 0:2   | 1:0   | 0:1   | 3:2 |     | 1:1 |
| Włocłavia Włocławek        | 3:0 | 2:0 | 0:3wo | 3:0wo | 3:0 | 0:0   | 1:3 | 0:1 | 1:0   | 1:1   | 0:0   | 1:0   | 3:3   | 2:0   | 1:0   | 3:2 | 3:2 |     |

Aktualne na 8 czerwca 2014. Źródło: 90minut
Objaśnienia:
1Drużyna gospodarzy jest wymieniona po lewej stronie tabeli.
Kolory: zielony – zwycięstwo gospodarzy, żółty – remis, różowy – zwycięstwo gości.
Mistrz jesieni 2013/2014:  Sokół Kleczew
Kwalifikacja do baraży o II ligę:  Sokół Kleczew
Spadek z III ligi: 